# Bosio
Bosio là một đô thị ở tỉnh Alessandria trong vùng Piedmont của Italia, có vị trí cách khoảng 100 km về phía đông nam của Torino và khoảng 35 km về phía đông nam của Alessandria. Tại thời điểm ngày 31 tháng 12 năm 2004, đô thị này có dân số 1.183 người và diện tích là 66,9 km².
Đô thị Bosio có các frazioni (các đơn vị cấp dưới, chủ yếu là các làng) Spessa, Costa S. Stefano, Capanne di Marcarolo, Serra, Mogreto, Maietto và Val Pagani.
Bosio giáp các đô thị: Campo Ligure, Campomorone, Casaleggio Boiro, Ceranesi, Gavi, Genoa, Lerma, Masone, Mele, Mornese, Parodi Ligure, Rossiglione, Tagliolo Monferrato và Voltaggio.